# هوجو توکی‌آکی
هوجو توکی‌آکی ((به ژاپنی: 北条時章); تولد ۱۲۱۵، مرگ ۱۱ مارس ۱۲۷۲ میلادی؛ یکی از اعضای خاندان هوجو (شاخه ناگوئه) بود. پسر دوم هوجو توموتوکی بنیانگذار این خاندان بود. در سال ۱۲۴۵ برادر بزرگتر وی هوجو میتسوتوکی شورشی ناموفقی برای سرنگون کردن شیکّن پنجم هوجو توکی‌یوری که به نام شورش میا معروف است طرح‌ریزی کرد. وی سپس مشاغل خود را از دست داد و تبعید شد. اما توکی‌آکی بخشیده شد و منصب هیوجوشو به وی داده شد. خود وی تمایل به سازش با شاخه اصلی خاندان هوجو را داشت اما هوجو میتسوتوکی برادر بزرگتر وی و همچنین برادر کوچکتر وی هوجو نوریتوکی تندرو و مخالف با یکه‌سالاری شاخه اصلی خاندان بودند. در نتیجه پای تمام خاندان وی نیز به این جنگ سیاسی کشیده شد.
در سال ۱۲۷۲ برادر کوچکتر وی هوجو نوریتوکی شورشی را برضد شیکن هشتم به نام شورش ماه دوم انجام داد. سربازان سرکوب شورش به خانه توکی‌آکی نیز حمله کردند و وی را کشتند. اما وی بیگناه تشخیص داده شد و ۵ نفری که مسئول قتل وی بودند گردن زده شدند. وی در زمان مرگ ۵۸ سال داشت. مناصب رسمی به فرزندان وی رسید.